# Albert Žerjav
Albert Žerjav, slovenski pedagog, * 17. november 1904, Središče ob Dravi, † 9. avgust 1985, Maribor.

## Življenje in delo
Nižjo gimnazijo je obiskoval v Celju in na Ptuju (1916–1920) ter učiteljišče v Mariboru (1920–1924). Učil je v Turnišču (1924–1925), služil vojaščino v Sarajevu (1925–1926), nato učil od 1926 na Stari Gori pri Vidmu ob Ščavnici ter od 1929 na Kogu, kjer je bil tudi šolski upravitelj. V letih 1932 in 1933 je imel dopust, študiral geografijo in literarno zgodovino na Višji pedagoški šoli v Zagrebu in 1933 diplomiral. Nato je učil od 1933 na meščanski šoli v Trbovljah in od 1935 na deški meščanski šoli v Mariboru. Po okupaciji 1941 je bil izgnan v Srbijo, od konca aprila 1941 učil na meščanskih šolah v Požegi in od maja 1944 v Požarevcu. Po koncu vojne se je vrnil v Maribor in učil psiho-pedagoške predmete na mariborskem učiteljišču (1946–1959) ter bil nato ravnatelj Vzgojne posvetovalnice (1961–1967).
Strokovno se je posvetil didaktičnemu reformiranju pouka slovenščine in zgodovine. Njegova bibliografija obsega preko 600 enot, med drugim samostojni deli Sodoben zgodovinski pouk (1937) in Naš spisovni pouk (1941). Za Metodiko II (1956) je prispeval Metodiko zgodovinskega pouka. Bil je soavtor čitank za meščanske šole (1939–1940) in slovenskih jezikovnih vadnic za osnovne in nižje strokovne šole (1947–1949). Pisal je članke in jih objavljal v različnih listih, med drugim tudi v Učiteljskega tovariša, Popotnika, Sodobno pedagogiko, Prosvetnega delavca. Za svoje delo je prejel več nagrad in odlikovanje.

## Nagrade in odlikovanja
- Red dela z zlatim vencem (1965)
- Žagarjeva nagrada (1968)
- Diploma zveze pedagoških delavcev Jugoslavije (1970)